# György Sarlós
György Sarlós (ur. 29 lipca 1940 w Budakeszi) – węgierski wioślarz, srebrny medalista olimpijski.

## Kariera
Wystąpił na igrzyskach olimpijskich w Rzymie w 1960, odpadając w repasażach pierwszej rundy czwórek bez sternika. Na rozgrywanych osiem lat później igrzyskach olimpijskich w Meksyku osada Węgier w składzie: Zoltán Melis, György Sarlós, József Csermely i Antal Melis zdobyła złoty medal w czwórkach bez sternika. W finale o 2,46 sekundy przegrali z osadą NRD, a o 2,37 sekundy wyprzedzili osadę Włoch. Brał też udział w igrzyskach olimpijskich w Monachium w 1972, startując w dwójkach bez sternika. Węgrzy odpadli w repasażach pierwszej rundy. 
Ponadto zdobył także srebrne medale w czwórkach bez sternika na mistrzostwach Europy w Vichy (1967) i mistrzostwach Europy w Klagenfurcie (1969).
Po zakończeniu kariery pracował jako trener. W latach 1994-1999 pełnił funkcję dyrektora technicznego Węgierskiej Federacji Wioślarskiej.
Był wielokrotnym mistrzem kraju w różnych konkurencjach.
Jego córka, Katalin Sarlós, także została wioślarką.